# Тимашевський район
Тимашевський район Краснодарського краю межує на півночі з Приморсько-Охтарським і Брюховецьким районами, на півдні - з Дінським, на південному заході з Калінінським, на сході - з Коринівським районом. Площа: 1506,4 км². Населення: 106,8 тисяч осіб. Адміністративний центр - Тимашевськ. 
Середньорічна кількість опадів коливається від 450 до 550 мм. Рельєф району з характерними замкнутими великими і малими улоговинами. 
По території району протікають п'ять степових річок: Кірпілі, Кірпільці, Кочети, Лівий Бейсужек, Незайманка.

## Економіка
Тимашевський район економічно розвинений агропромисловий район Кубані. У районі діють 55 великих підприємств, з них 16 бюджетоутворюючих, понад 1200 підприємств малого і середнього бізнесу, близько 200 підприємств торгівлі та харчування, 364 селянсько-фермерських господарства.
Виробництво і переробка сільськогосподарської продукції є пріоритетними напрямами розвитку району. Аграрний сектор економіки є основним соціально значимим і від його діяльності прямо залежить діяльність переробного комплексу. За підсумками 2007 року, виробництво зерна і становила понад 300 тисяч тонн, соняшнику - 40 тисяч тонн, цукрового буряка - близько 100 тисяч тонн. Валове виробництво молока становить 46 тисяч тонн. 

## Адміністративний поділ
Територія Тимашевського району складається з 1 міського і 9 сільських поселень:
| Назва МУ                            | Населення (осіб) | Центр МУ                            | Населенні пункти                                                                    |
| ----------------------------------- | ---------------- | ----------------------------------- | ----------------------------------------------------------------------------------- |
| Дербентське сільське поселення      | 3 211            | хутір Танцура-Крамаренко            | х. Дербентський, х. Лютих, х. Мирний, х. Садовий, х. Тополі                         |
| Дніпровське сільське поселення      | 3 211            | станиця Дніпровська                 | х. Димитрова, х. Калініна, х. Карла Маркса, х. Крупської, х. Леніна, х. Ольховський |
| сільське поселення Кубанець         | 2 650            | хутір Беднягина                     |                                                                                     |
| Медведівське сільське поселення     | 17 890           | станиця Медведівська (Ведмедівська) | х. Більшевик, х. Ленінський                                                         |
| Незайманівське сільське поселення   | 2 880            | хутір Незайманівський               | х. Можарський, х. Стринський                                                        |
| Новокорсунівське сільське поселення | 5 390            | станиця Новокорсунська              | хутір Красноармійський                                                              |
| Новоленінське сільське поселення    | 3 035            | хутір Ленінський                    | х. Барибинський, х. Греблянський, х. Новий, х. Рашпиль                              |
| Поселкове сільське поселення        | 3 811            | селище Совєтський                   | сел. Комсомольський, сел. Красноармійський, сел. Новий, п. Октябрський, п. Красний  |
| Рогівське сільське поселення        | 9 347            | станиця Рогівська                   | х. Красний, х. Кубанський, х. Некрасова, х. Привокзальний, х. Причтовий             |
| Тимашевське міське поселення        | 53 986           | місто Тимашевськ                    | сел. Кирпичний                                                                      |

## Ресурси Інтернету
Тимашевський район (рос.)